# Barys Astana
Der HK Barys Astana (zwischen 2019 und 2022 Barys Nur-Sultan; kasachisch ХК Барыс Астана; russisch ХК Барыс Астана) ist ein Eishockeyklub aus der kasachischen Hauptstadt Astana, die von 2019 bis 2022 Nur-Sultan hieß. Der Verein wurde 1999 gegründet und nimmt seit der Saison 2008/09 am Spielbetrieb der Kontinentalen Hockey-Liga teil. Die zweite Mannschaft des Vereins spielt in der kasachischen Meisterschaft.

## Geschichte
Der Verein wurde 1999 gegründet und spielte zunächst in der dritthöchsten russischen Spielklasse und in der Wysschaja Liga, der zweithöchsten russischen Klasse. In letztere war die Mannschaft 2007 aufgestiegen, um auf Anhieb den zweiten Platz in der Meisterschaft zu erreichen. Zudem gelang in der kasachischen Meisterschaft in derselben Spielzeit der erste Titelgewinn. Durch den zweiten Platz in der Wysschaja Liga und die vorhandenen finanziellen Mittel spielt die Mannschaft seit der Saison 2008/09 in der Kontinentalen Hockey-Liga.

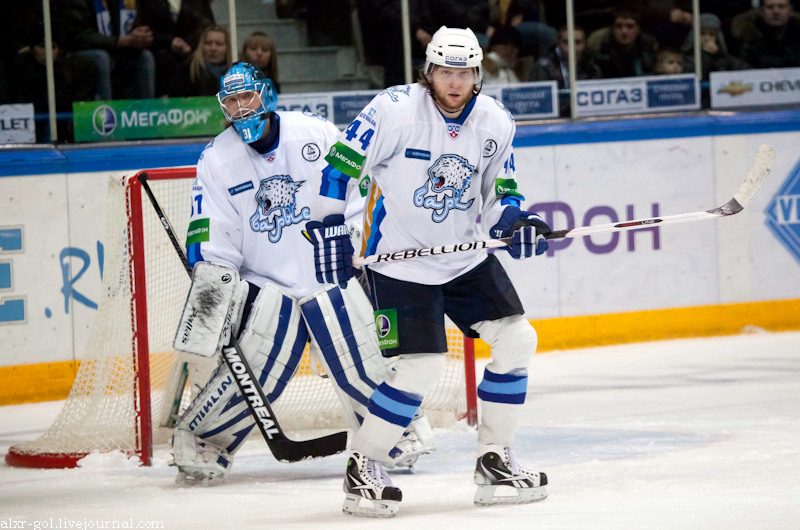
Spielszene aus der Saison 2011/12

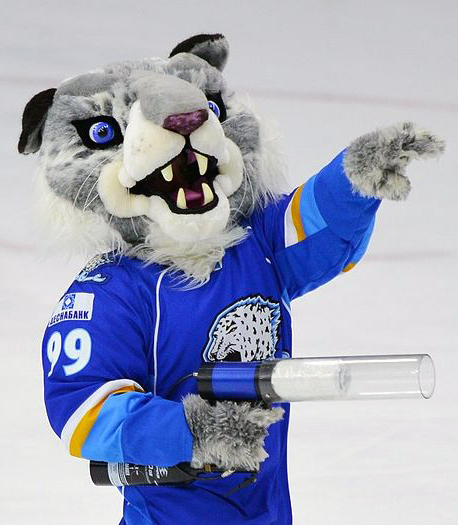
Barsik – das Maskottchen von Barys

In der Spielzeit 2008/09 belegte Barys, nachdem die drei letzten Begegnungen allesamt gewonnen wurden, noch den 15. Platz in der Vorrunde und qualifizierte sich somit für die Play-offs, wo sich die Mannschaft im Achtelfinale gegen Ak Bars Kasan nach drei Niederlagen als die unterlegene erwies. In der folgenden Saison 2009/10 konnte das Team in der Hauptrunde den sechsten Rang im Osten erobern. In den Play-offs war erneut die Mannschaft aus Kasan im Achtelfinale die stärkere. Es wurden wie im Vorjahr alle drei Vergleiche verloren, allerdings wurde das erste Aufeinandertreffen erst in der 106. Minute entschieden.
In der Saison 2010/11 belegte das Team in der Eastern Conference den siebten Platz, obwohl das Team wegen der Winter-Asienspiele 2011 – zu denen Barys für die kasachische Eishockeynationalmannschaft 15 Spieler abstellen musste – einen viel dichter gedrängten Spielplan zu absolvieren hatte. In den darauf folgenden Play-offs scheiterte der Klub, wie in Vorjahren, im Achtelfinale an Ak Bars Kasan. Im Modus Best-of-Seven verlor Astana mit 0:4-Spielen.
Die zweite Mannschaft des Klubs spielte ab 2009 in der kasachischen Meisterschaft und wurde in der Saison 2010/11 Vizemeister. Seit 2013 tritt die zweite Mannschaft unter dem Namen Nomad Astana an.
Unter der Bezeichnung Sneschnyje Barsy Astana spielt ein Nachwuchsteam in der russisch-dominierten Nachwuchsliga Molodjoschnaja Chokkeinaja Liga. Im Zuge der Umbenennung der kasachischen Hauptstadt in Nur-Sultan 2019 änderte sich auch die internationale Bezeichnung des Klubs in Barys Nur-Sultan, 2022 wurde diese Umbenennung rückgängig gemacht.

## Erfolge
- Kasachischer Meister: 2008, 2009
- Aufnahme in die Kontinentale Hockey-Liga: 2008

## Platzierungen in der KHL
| Saison  | Reguläre Saison | Play-off-Runde             | Play-off-Gegner                                    | Gesamtergebnis |
| ------- | --------------- | -------------------------- | -------------------------------------------------- | -------------- |
| 2008/09 | 15. Platz       | Achtelfinale               | Ak Bars Kasan                                      | 0:3            |
| 2009/10 | 14. Platz       | Achtelfinale               | Ak Bars Kasan                                      | 0:3            |
| 2010/11 | 14. Platz       | Achtelfinale               | Ak Bars Kasan                                      | 0:4            |
| 2011/12 | 10. Platz       | Achtelfinale               | HK Metallurg Magnitogorsk                          | 3:4            |
| 2012/13 | 10. Platz       | Achtelfinale               | HK Traktor Tscheljabinsk                           | 3:4            |
| 2013/14 | 02. Platz       | Achtelfinale Viertelfinale | Awtomobilist Jekaterinburg Salawat Julajew Ufa     | 4:0 2:4        |
| 2014/15 | 5. Platz Ost    | Achtelfinale               | HK Awangard Omsk                                   | 3:4            |
| 2015/16 | 9. Platz Ost    | —                          | —                                                  | —              |
| 2016/17 | 5. Platz Ost    | Achtelfinale Viertelfinale | HK Traktor Tscheljabinsk HK Metallurg Magnitogorsk | 4:2 0:4        |
| 2017/18 | 10. Platz Ost   | —                          | —                                                  | —              |
| 2018/19 | 2. Platz Ost    | Achtelfinale Viertelfinale | Torpedo Nischni Nowgorod HK Awangard Omsk          | 4:3 1:4        |

## Spielstätten
Die Mannschaft trug ihre Heimspiele im 5.332 Zuschauer fassenden Sportpalast Kasachstan aus, der 2001 erbaut wurde. 2012 begannen die Arbeiten an der Barys Arena mit 12.000 Zuschauerplätzen zu Eishockeyspielen. Die Halle sollte in der Saison 2015/16 nutzbar sein. Am 9. August 2015 wurde die neue Eisarena mit einem Spiel der Heimmannschaft gegen Metallurg Nowokusnezk eröffnet. Barys gewann das Spiel mit 4:2.

## Bekannte ehemalige Spieler
- Wladimir Antipin (2009–2010)
- Dmitrijus Bernatavičius (2007)
- Denis Franskewitsch (2008–2009)
- Konstantin Glasatschow (2008–2010)
- Alexander Koreschkow (2007–2010)
- Dmitri Kramarenko (2006–2008)
- Alexei Kusnezow (2007–2010)
- Dan LaCouture (2009)
- Marc Lamothe (2008–2009)
- Trevor Letowski (2008–2010)
- Branislav Mezei (2008–2009)
- Ildar Muchometow (2009–2010)
- David Nemirovsky (2009–2010)
- Peter Podhradský (2009–2010)
- Rail Rosakow (2007–2010)
- Denis Schemelin (2007–2008)
- Alexander Skugarew (2008–2009)
- Gabriel Špilár (2008–2009)
- Maxim Spiridonow (2008–2010)
- Jozef Stümpel (2008–2010)